# Vella Lovell
Vella Lovell (Riverside, 13 settembre 1985) è un'attrice statunitense.
È conosciuta maggiormente per il ruolo di Heather Davis nella serie musicale Crazy Ex-Girlfriend.

## Filmografia

### Cinema
- Three Dates, regia di Max Woertendyke – cortometraggio (2014)
- Bears Discover Fire, regia di Ben Leonberg – cortometraggio (2015)
- Cat Ladies, regia sconosciuta – cortometraggio (2016)
- The Bachelor: Nick Viall in Peru, regia di Matthew W. Davis – cortometraggio (2017)
- The Big Sick - Il matrimonio si può evitare... l'amore no (The Big Sick), regia di Michael Showalter (2017)
- Literally, Right Before Aaron, regia di Ryan Eggold (2017)
- All These Small Moments, regia di Melissa Miller Costanzo (2018)
- Qualcuno salvi il Natale (The Christmas Chronicles), regia di Clay Kaytis (2018)
- Confidence, regia di Rachel Myers – cortometraggio (2018)
- Speed of Life, regia di Liz Manashil (2019)
- Da me o da te (Your Place or Mine), regia di Aline Brosh McKenna (2023)

### Televisione
- Crazy Ex-Girlfriend – serie TV, 44 episodi (2015-2019)
- OM City – serie TV, episodio 1x02 (2015)
- LFE, regia di David Slade – episodio pilota (2015)
- Younger – serie TV, episodio 3x04 (2016)
- Girls – serie TV, episodio 5x04 (2016)
- Flip the Script – miniserie TV, puntata 02 (2017)
- She-Ra e le principesse guerriere (She-Ra and the Princesses of Power) – serie animata, 19 episodi (2018-2020) – voce
- Dollface – serie TV, 6 episodi (2019)
- Friends-In-Law, regia di Pamela Fryman – episodio pilota (2019)
- Grace and Frankie – serie TV, episodio 6x11 (2020)
- Magical Girl Friendship Squad – serie TV, episodio 1x01 (2020) – voce
- The Great Work Begins. Scenes from Angels in America, regia di Ellie Heyman – cortometraggio TV (2020)
- Mr. Mayor – serie TV, 9 episodi (2021-in corso)

## Discografia
- 2016 – Crazy Ex-Girlfriend: Original Television Soundtrack (Season 1 - Volume 1)
- 2016 – Crazy Ex-Girlfriend: Original Television Soundtrack (Season 1 - Volume 2)
- 2017 – Crazy Ex-Girlfriend: Original Television Soundtrack (Season 2)
- 2017 – Crazy Ex-Girlfriend: Karaoke Album
- 2018 – Crazy Ex-Girlfriend: Original Television Soundtrack (Season 3)
- 2019 – The Crazy Ex-Girlfriend Concert Special (Yes, It's Really Us Singing!)

## Doppiatrici italiane
Nelle versioni in italiano delle opere in cui ha recitato, Vella Lovell è stata doppiata da:
- Letizia Ciampa in Crazy Ex-Girlfriend, Mr. Mayor
- Gaia Bolognesi in The Big Sick - Il matrimonio si può evitare... l'amore no

Da doppiatrice è sostituita da:
- Lucrezia Marricchi in She-Ra e le principesse guerriere